# بين دي روزا
بين دي روزا (بالإنجليزية: Ben Di Rosa)‏ هو لاعب كرة قدم أمريكي، ولد في 10 أغسطس 1998 في واشنطن العاصمة في الولايات المتحدة.